# Heterospingus
A Heterospingus a madarak osztályának verébalakúak (Passeriformes) rendjébe és a tangarafélék (Thraupidae) családjába tartozó nem.

## Rendszerezésük
A nemet Ridgway, 1898-ban, az alábbi 2 faj tartozik ide:
- Heterospingus rubrifrons
- Heterospingus xanthopygius